# Salchipapa
Salchipapas (čti salčipapas) je tradiční pouliční jídlo běžné především v Kolumbii. Kromě Peru je rozšířené též na území Bolívie, Peru, Ekvador a dalších latinskoamerických zemí. Skládá se hranolek (papas fritas), osmaženého párku nebo podobné uzeniny (salchicha) a nakrouhaného syrového hlávkového zelí. Podává se na talíři, papírové misce, v kelímku nebo plastikovém sáčku. Jako příloha slouží většinou majonéza, kečup nebo různé omáčky („salsas“). 